# 1738-as busz
Az 1738-as jelzésű autóbusz távolsági autóbuszjárat volt Tapolca és Zalaegerszeg között.
Munkanapokon egy járat szállította az utasokat Tapolca és Zalaegerszeg között. 
A 2023. június 17-ei menetrend módosításokkal a Volánbusz Zrt. megszüntette az autóbuszvonalat.

## Megállóhelyei
| 0  | Tapolca, autóbusz-állomás végállomás          | helyi járat 1212, 1215, 1216, 1569, 1621, 1625, 1636, 1664, 1714, 1717, 1727, 1732, 1736 6218, 6350, 6361, 6364, 7357, 7369, 7370, 7371, 7700, 7701, 7703, 7704, 7705, 7706, 7707, 7708, 7709, 7710, 7711, 7721, 7722, 7730, 7736, 7742, 7757, 7836, 7929, 7942 |
| 1  | Tapolca, Keszthelyi út                        | helyi járat 1212, 1621, 1625, 1636, 1664, 1714, 1727, 1732, 1736 6218, 6350, 6361, 7357, 7711, 7721, 7722, 7730, 7736 |
| 2  | Tapolca, Stadion utca                         | helyi járat 1212, 1621, 1625, 1636, 1664, 1714, 1727, 1732, 1736 6218, 6350, 6361, 7357, 7721, 7722, 7730, 7736 |
| 3  | Lesencetomaj, autóbusz-váróterem              | 1621, 1625, 1664, 1727, 1732 6350, 6361, 7721, 7722, 7730, 7736 |
| 4  | Lesenceistvánd, Egészségház                   | 1621, 1625, 1664, 1727 6350, 7721, 7722, 7730, 7736 |
| 5  | Uzsai elágazás                                | 1621, 1664, 1727 7722, 7736 személyvonat |
| 6  | Uzsa, erdészeti telep                         | 1621, 1664, 1727 7722, 7736 |
| 7  | Uzsa, vasútállomás bejárati út                | 1621, 1664 7722, 7736 személyvonat |
| 8  | Sümeg, autóbusz-állomás                       | 1216, 1620, 1621, 1664, 1673, 1724, 1725, 1727, 1786, 1794 6296, 6391, 6395, 6396, 7387, 7397, 7398, 7722, 7736, 7751, 7752, 7753, 7754, 7755, 7757, 7759, 7770, 7771, 7773, 7781, 7782, 7811, 7841, 7842, 7936 |
| 9  | Sümeg, vasútállomás bejárati út               | 1216, 1621 6296, 6391, 7770, 7773 személyvonat, Helikon Interrégió |
| 10 | Sümeg, (Nyírlakpuszta) bejárati út            | 1621, 1786 6296, 6391, 7770, 7773 |
| 11 | Mihályfa, kisvásárhelyi elágazás              | 1621 6296, 6391, 7770, 7773 |
| 12 | Mihályfa, óhidi elágazás                      | 1216, 1620, 1621, 1786 6296, 6386, 6391, 7770, 7773 |
| 13 | Óhíd, autóbusz-forduló                        | 1621 6296, 6386, 6391, 7770, 7773 |
| 14 | Óhíd, Petőfi utca                             | 1621 6296, 6386, 6391, 7773 |
| 15 | Szalapa, bejárati út                          | 1621 6296, 6386, 7773 |
| 16 | Türje, Szentgróti utca 9.                     | 1216, 1620, 1621 6211, 6296, 6320, 6386 |
| 17 | Zalaszentgrót, TÜZÉP                          | 1621 6211, 6296, 6303, 6320 |
| 18 | Zalaszentgrót, autóbusz-állomás               | 1194, 1216, 1620, 1621, 1636, 1666, 1670 6211, 6217, 6296, 6303, 6306, 6307, 6309, 6310, 6315, 6316, 6320, 6386, 6387 |
| 19 | Zalaszentgrót (Aranyod), Zrínyi-telep         | 1621, 1670 6211, 6296, 6315, 6316, 6320 |
| 20 | Zalaszentgrót (Aranyod), autóbusz-váróterem   | 1621, 1636, 1666, 1670 6211, 6296, 6320 |
| 21 | Zalaszentgrót (Tüskeszentpéter), bejárati út  | 1620, 1621, 1636, 1666, 1670 6211, 6296, 6320 |
| 22 | Zalabér, autóbusz-váróterem                   | 1620, 1621, 1636, 1666, 1670 6211, 6213, 6296, 6320 |
| 23 | Zalabér, bejárati út                          | 1620, 1621, 1670, 1786 6211, 6213, 6296, 6777 |
| 24 | Zalabér, bérbaltavári elágazás                | 1621, 1636, 1670 6211, 6213, 6296, 6777 |
| 25 | Pakod, dötki elágazás                         | 1620, 1621, 1670, 1786 6211, 6213, 6296 |
| 26 | Pakod, Rózsa utca                             | 1620, 1621, 1670, 1786 6211, 6213, 6296 |
| 27 | Pókaszepetk, posta                            | 1620, 1621, 1670, 1786 6210, 6211, 6213, 6214, 6296 |
| 28 | Pókaszepetk, Petőfi utca 160.                 | 1621, 1670 6210, 6211, 6213, 6296 |
| 29 | Kemendollár, Kossuth utca 30.                 | 1620, 1621, 1670, 1786 6210, 6211, 6213, 6296 |
| 30 | Alibánfa, bejárati út                         | 1621, 1670 6205, 6210, 6211, 6213, 6296 |
| 31 | Zalaszentiván, vasútállomás bejárati út       | 1621, 1670 6205, 6210, 6211, 6213, 6296 személyvonat, expresszvonat, InterCity, Pannónia InterRégió |
| 32 | Zalaszentiván, Berek csárda                   | 1621, 1670, 1786 6205, 6210, 6211, 6213, 6296 |
| 33 | Zalaegerszeg (Pózva), Külsőkórház bejárati út | 3, 13 1620, 1621, 1670, 1786 6205, 6210, 6211, 6213, 6296 |
| 34 | Zalaegerszeg, autóbusz-állomás végállomás     | 1, 2E, 4, 5, 6, 7, 9, 14, 21, 25, 27 1185, 1187, 1188, 1499, 1503, 1562, 1620, 1621, 1622, 1625, 1639, 1641, 1642, 1658, 1665, 1667, 1668, 1670, 1726, 1786, 1806, 1808 6162, 6200, 6201, 6205, 6210, 6211, 6213, 6214, 6215, 6216, 6217, 6218, 6219, 6220, 6221, 6222, 6226, 6230, 6231, 6235, 6237, 6238, 6239, 6240, 6241, 6242, 6243, 6245, 6246, 6247, 6248, 6250, 6255, 6258, 6262, 6268, 6275, 6277, 6278, 6287, 6292, 6296, 6458, 6898 |